# Резиновая плитка
Рези́новая пли́тка —  напольное покрытие, произведенное на основе измельченной резины (резиновая крошка) и полиуретанового связующего клея. Широко используется в качестве травмобезопасных покрытий для детских и спортивных площадок.

## Виды резиновой плитки
Резиновая плитка отличается по форме и толщине. Наиболее популярной является плитка формы 1000—1000 мм и 500—500 мм, но бывает резиновая плитка в форме брусчатки. Встречаются и нестандартные формы, например, плиты в форме «Пазл» имеющие замки по периметру, обеспечивающие соединение плит между собой. Толщина резиновой плитки может быть от 10—45 мм. Форма резиновой плитки не влияет на ее характеристики, а вот выбор толщины определяет область эксплуатации и способ укладки.

## Области применения
Основной областью применения резиновой плитки является использование в качестве травмобезопасного покрытия для детских и спортивных площадок. Однако, благодаря своим универсальным свойствам и характеристикам, резиновая плитка все чаще находит применение и в других сферах. Покрытие из резиновых плит идеально подходит для спортивных залов, в качестве покрытия пола в тренажерных залах и фитнес-клубах. Нередко резиновую плитку используют на ледовых аренах и катках. Кроме того, благодаря эластичности и легкости, резиновые плиты эксплуатируются в конюшнях и ипподромах. Так же резиновые плиты используют в качестве альтернативы классической тротуарной плитке, как покрытие для пешеходных зон, мощения тротуаров и придомовых территорий, зон паркингов. Наряду с классическими сферами, резиновую плитку применяют и в специализированных сферах: при устройстве антирикошетных систем в стрелковых тирах или при организации защитных покрытий на эксплуатационных кровлях.
Благодаря прогрессу в отрасли с появлением новых технологий производство резиновой плитки, удалось добиться возможности придания необходимых свойств и характеристик под конкретные сферы использования, что в свою очередь значительно расширяет горизонт для использования плитки в разных областях применения.

## Производство резиновой плитки
Вся резиновая плитка, независимо от метода производства, изготавливается из 2 основных сырьевых компонентов: резиновая крошка и полиуретановый клей. В качестве дополнительных компонентов могут использоваться пигментные красители, катализаторы и пластификаторы. Компоненты смешиваются в необходимых пропорциях, а затем запрессовываются. Способ придания формы только один – прессование. Однако методы различны.
Различают 3 технологии:
- холодное прессование;
- горячее прессование;
- термо-химическое прессование.

### Холодное прессование
Классический способ изготовления резиновой плитки. Данный метод является наиболее старым и примитивным. Резиновая крошка смешивается с полиуретановым клеем в необходимых пропорциях, по надобности добавляется колер. Затем смесь раскладывается в формы и запрессовывается. Запрессованные формы помещаются в термический шкаф и сохнут в течение 6-10 часов. После этого формы разбираются и резиновая плитка готова к укладке и эксплуатации. Резиновая плитка, произведенная таки методом, является универсальным покрытием и широко применяется в различных сферах.
Преимущества такой технологии: 
- доступность оборудования;
- небольшой масштаб производства.

Из недостатков:
- большие физические трудозатраты при производстве;

- небольшая производительность;
- высокая себестоимость;
- небольшой ассортимент продукции;
- большое количество брака при производстве.

### Горячее прессование
Более современный и качественный способ изготовления резиновой плитки. Основной сырьевой состав тот же, что и в холодном прессовании. Только в некоторых случаях добавляется катализатор. Отличие в процессе прессования смеси. Оно происходит при высоких температурах +120...+220 °C. При горячем прессовании полиуретановый клей обретает более жидкую консистенцию, что позволяет более равномерно распределиться по смеси, а также обеспечить более прочную связь резиновых гранул между собой. Таким образом достигаются более качественные эксплуатационные характеристики и увеличивается срок службы покрытия. В зависимости от толщины покрытия процесс прессования протекает 3—20 мин. После чего готовый продукт готов к транспортировке, монтажу и эксплуатации.
Существует несколько типов оборудования для горячего прессования резиновой плитки. От типа и комплектации оборудования зависит ассортимент производимой продукции. Однако качество и характеристики практически одинаковы. В тоже время резиновая плитка, производимая методом горячего прессования, обладает лучшими амортизационными свойствами и более длительным сроком службы, чем резиновая плитка, произведенная по технологии холодного прессования.
Преимущества технологии:
- высокое качество производимой продукции;
- низкая себестоимость;
- высокая производительность;
- широкий ассортимент;
- низкий процент брака при производстве.

Недостатки технологии:
- повышенные требования к персоналу;
- высокая стоимость оборудования.

### Термо-химический метод прессования
Данная технология является самой новой, а производимый продукт отвечает всем самым жестким требованиям.
Особенность заключается в возможности придавать производимым покрытиям необходимые свойства и характеристики. То есть, покрытия, производимые на одной и той же основе резиновой крошки и полиуретанового клея, могут обладать совсем разной жесткостью, плотностью, твердостью и упругостью. Таким образом эти покрытия становятся специализированными и могут применяться в самых различных сферах и полностью соответствовать требованиям эксплуатации, будь то детская площадка или производственное помещение, тренажерный зал или стрелковый тир и т. д.
В процессе производства резиновая крошка необходимой фракции смешивается с полиуретановым клеем в требуемых пропорциях. Затем, исходя из того, какие свойства необходимо придать покрытию, в смесь добавляются катализаторы и кластификаторы. Затем смесь помещается в пресс-форму и нагревается. В зависимости от изделия время прессования составляет от 2—10 мин. После чего продукт готов к транспортировке, монтажу и эксплуатации.
Преимущество технологии:
- высокое качество продукции;
- широкий ассортимент;
- специализированность покрытий;
- высокая производительность;
- небольшой процент брака.

Недостатки технологии:
- высокая квалификация персонала;
- особое внимание к процессам;
- высокая стоимость оборудования.

## Укладка резиновой плитки
Резиновая плитка может укладываться как на сыпучее подготовленное основание, утрамбованный песок или щебень, так и на твердое основание, асфальт или бетон.

### Укладка на сыпучее основание
На сыпучее основание может монтироваться плитка толщиной 40 и 45 мм. Для этого необходимо подготовить утрамбованную подушку толщиной не менее 10 см из песка или мелкого щебня. Затем периметр площадки необходимо оградить бордюром. Бордюр может быть как резиновым, так и бетонным. После чего монтируется покрытие из резиновых плит. Плиты между собой соединяются пластиковыми втулками из расчета 16 шт на 1 м2.

### Укладка на твердое основание
На твердое основание укладывается любая плитка толщиной 6—45 мм. Монтаж осуществляется при помощи полиуретанового клея. Может быть использован как двухкомпонентный клей, так и однокомпонентный. Перед приклеиванием поверхность основания грунтуется.